# Landal (Caldas da Rainha)
Landal est une freguesia portugaise du district de Leiria située dans la sous-région de l’Ouest.
Avec une superficie de 9,94 km2 et une population de 1 144 habitants (2001), la paroisse possède une densité de 115,1 hab/km2.